# Efferia currani
Efferia currani är en tvåvingeart som först beskrevs av Stanley Willard Bromley 1951. Efferia currani ingår i släktet Efferia och familjen rovflugor.
Artens utbredningsområde är Panama. Inga underarter finns listade i Catalogue of Life.